# Löweite
La löweite è un minerale.